# The Firm (gruppo musicale novelty)
The Firm è stato un gruppo musicale britannico specializzato in novelty song attivo durante gli anni ottanta. Il loro massimo successo è il singolo Star Trekkin', che raggiunse le prime posizioni delle classifiche britanniche e australiane e vendette oltre un milione di copie.

## Storia del gruppo
I Firm vennero fondati da John O'Connor, chitarrista e proprietario dei Bark Studios di Londra. Il loro primo singolo uscì nel 1982 ed è Arthur Daley ('E's Alright), ispirato all'omonimo personaggio della serie televisiva Minder. Arthur Daley ('E's Alright) raggiunse la quattordicesima posizione della UK Singles Chart e rimase in tale graduatoria per sette settimane. Riuscì anche a piazzarsi settantottesima nella classifica australiana. Il 29 luglio 1982, i Firm eseguirono la canzone nel corso della trasmissione Top of the Pops assieme a Tony Thorpe dei Rubettes.
Nel corso del lustro seguente vennero pubblicate altre canzoni che ebbero molto meno successo. 
Nel 1987 i Firm registrarono Star Trekkin', canzone volutamente infantile e i cui testi si rifanno alle frasi ricorrenti della celebre saga Star Trek. Dopo essere stata rifiutata da tutte le etichette discografiche, O'Connor decise di pubblicarla in tiratura limitata a 500 copie tramite la sua etichetta Bark. Oltre a vendere un milione di copie, il singolo si piazzò al primo posto della classifica britannica, rimanendo per nove settimane nella top 40 e raggiunse la terza posizione di quella australiana. Venne anche selezionato da Dr. Demento per far parte delle sue compilation di novelty.
Sempre nel 1987, motivata dal successo di Star Trekkin', la band pubblicò un album in studio che contiene i singoli usciti fino a qual momento: Serious Fun. 
I Firm interruppero la loro attività discografica durante la seconda metà del decennio. Nello stesso periodo, O'Connor si trasferì negli Stati Uniti dove formò il gruppo new age Eko.

## Formazione
- John O'Connor – chitarra
- Graham Lister – basso
- Tony Thorpe – chitarra, voce

## Discografia

### Album in studio
- 1987 – Serious Fun

### Singoli
- 1982 – Arthur Daley ('E's Alright)
- 1982 – Cash in Hand
- 1983 – Long Live the National
- 1985 – Bravo, Costa Brava
- 1987 – Star Trekkin'
- 1987 – Superheroes
- 1987 – Girls Got Feelings Too
- 1988 – Flob-a-Dob-a-Long-a-Bill'n'Ben